# Euphorbia altissima
Euphorbia altissima es una especie fanerógama perteneciente a la familia Euphorbiaceae. Es originaria de   Chipre, Turquía y norte de Irak.

## Taxonomía
Euphorbia altissima fue descrita por Pierre Edmond Boissier y publicado en Diagnoses Plantarum Orientalium Novarum, ser. 1, 5: 52. 1844.
Etimología
Euphorbia: nombre genérico que deriva del médico griego del rey Juba II de Mauritania (52 a 50 a. C. - 23), Euphorbus, en su honor – o en alusión a su gran vientre –  ya que usaba médicamente Euphorbia resinifera. En 1753 Carlos Linneo asignó el nombre a todo el género.
altissima: epíteto latino que significa "la más alta".
Sinonimia
- Tithymalus altissimus (Boiss.) Klotzsch & Garcke[4][5]